# Alles sal reg kom (Amsterdam)
Alles sal reg kom was een verzetsblad uit de Tweede Wereldoorlog, dat vanaf juni 1944 tot en met 4 mei 1945 door het Deviezeninstituut in Amsterdam werd uitgegeven. Het blad verscheen dagelijks in een oplage tussen de 30 en 1000 exemplaren. De eerste afleveringen verschenen in getypte vorm, na 12 oktober 1944 werd het blad gestencild. De inhoud bestond voornamelijk uit nieuwsberichten.
Van juni 1944 tot 12 oktober 1944 had het blad geen titel; die kreeg het pas 11 oktober 1944. In september 1944 werd een van de makers van een ander verzetsblad, E.N.R.O. Nieuws (Engeland-Nederland-Radio-Ontvangst) verraden, gearresteerd en gevangen gezet. De andere redactieleden ontkwamen aan arrestatie en konden zich aansluiten bij de makers van 'Alles sal reg kom'.

## Gerelateerde kranten
- E.N.R.O. nieuws (verzetsblad, Amsterdam)[2]